# Fornicata
Die Fornicata sind eine Gruppe von Protisten, die zu den Excavata gehört. 

## Merkmale
Eigentliche Mitochondrien waren bei Vorgängern wohl vorhanden, fehlen aber bei rezenten Arten, bei Giardia intestinalis konnte ein kleines Mitosom nachgewiesen werden. Die Zellen haben entweder nur einen Zellkern und ein Kinetid oder jeweils ein Paar. Die Kinetiden weisen je zwei bis vier Kinetosomen auf und sind jeweils mit einem Cytostom oder einer Cytopharynx verbunden.
Als diagnostisches Merkmal wird eine seitlich über den Geißelapparat gebogene B-Faser angesehen, die allerdings bei einem großen Teil der Arten entwicklungsgeschichtlich wieder verloren ging. Die Gruppe hat daher keine gemeinsamen morphologischen Merkmale und ist nur durch DNA-Sequenzen definiert.

## Lebensweise
Alle Arten der Gattung sind heterotroph und leben entweder anaerob oder bei sehr niedrigem Sauerstoffgehalt (mikroaerophil).

## Systematik
Die Gruppe wurde 2003 von Alastair G. B. Simpson aufgestellt, der Name verweist auf das diagnostische Merkmal der gebogenen B-Faser (fornix = Latein für „Bogen“). 2007 wurde die Art Dysnectes brevis als basalstes Taxon der Fornicata neu beschrieben und anfangs als incertae sedis verstanden. Seit einigen Neubeschreibungen ab 2010 zeichnete sich eine neue Klassifikation ab, bei der die bis dahin als umfassendste Gruppe darin postulierten Eopharyngia entfallen und zwei Untergruppen neben einer neuen, dritten Gruppe um Carpediemonas und Dysnectes platziert sind:
- Diplomonadida Wenyon, 1926, emend. Brugerolle et al., 1975
- Retortamonadida Grassé, 1952
- 'Carpediemonas-like organisms' Kolisko et al. 2010

## Nachweise
Fußnoten direkt hinter einer Aussage belegen die einzelne Aussage, Fußnoten direkt hinter einem Satzzeichen den gesamten vorangehenden Satz. Fußnoten hinter einer Leerstelle beziehen sich auf den kompletten vorangegangenen Absatz.
1. 1 2  Ivan Cepicka: Fornicata, In: The Tree of Life Web Project, Version 02 September 2008 (under construction), Online
2. ↑  Wiktionary: kinetid (englisch).
3. 1 2 3  Sina M. Adl, Alastair G. B. Simpson, Mark A. Farmer, Robert A. Andersen, O. Roger Anderson, John A. Barta, Samual S. Bowser, Guy Brugerolle, Robert A. Fensome, Suzanne Fredericq, Timothy Y. James, Sergei Karpov, Paul Kugrens, John Krug, Christopher E. Lane, Louise A. Lewis, Jean Lodge, Denis H. Lynn, David G. Mann, Richard M. McCourt, Leonel Mendoza, Øjvind Moestrup, Sharon E. Mozley-Standridge, Thomas A. Nerad, Carol A. Shearer, Alexey V. Smirnov, Frederick W. Spiegel, Max F. J. R. Taylor: The New Higher Level Classification of Eukaryotes with Emphasis on the Taxonomy of Protists. The Journal of Eukaryotic Microbiology 52 (5), 2005; Seiten 439–440
4. ↑  Alastair G. B. Simpson: Cytoskeletal organization, phylogenetic affinities and systematics in the contentious taxon Excavata (Eukaryota) in: International Journal of Systematic and Evolutionary Microbiology (2003), 53, 1759–1777
5. ↑  N. Yubuki, Y. Inagaki, T. Nakayama, I. Inouye: Ultrastructure and ribosomal RNA phylogeny of the free-living heterotrophic flagellate Dysnectes brevis n. gen., n. sp., a new member of the Fornicata. In: Journal of Eukaryotic Microbiology, 54:191-200, 2007
6. ↑  Adl, S. M., Simpson, A. G. B., Lane, C. E., Lukeš, J., Bass, D., Bowser, S. S., Brown, M. W., Burki, F., Dunthorn, M., Hampl, V., Heiss, A., Hoppenrath, M., Lara, E., le Gall, L., Lynn, D. H., McManus, H., Mitchell, E. A. D., Mozley-Stanridge, S. E., Parfrey, L. W., Pawlowski, J., Rueckert, S., Shadwick, L., Schoch, C. L., Smirnov, A. and Spiegel, F. W.: The Revised Classification of Eukaryotes. Journal of Eukaryotic Microbiology, 59: 429–514, 2012, PDF Online